# Etazen
Etazen – organiczny związek chemiczny z grupy opioidów, będący analogiem etonitazenu. W badaniach na myszach wykazuje ok. 70 razy silniejsze działanie przeciwbólowe od morfiny. W czerwcu 2020 roku został zgłoszony do Europejskiego Centrum Monitorowania Narkotyków i Narkomanii po tym, jak w marcu tego samego roku ujawniono w Finlandii i w Polsce użycie tego środka jako substancji psychoaktywnej.